# Chorizopes nipponicus
Chorizopes nipponicus là một loài nhện trong họ Araneidae.
Loài này thuộc chi Chorizopes. Chorizopes nipponicus được Takeo Yaginuma miêu tả năm 1963.